# Josh Nzeakor
Jawachi Joseph Nzeakor, detto Josh (Mesquite, 13 giugno 1997), è un cestista statunitense con cittadinanza nigeriana.